# Myrmeleon (Myrmeleon) texanus
Myrmeleon (Myrmeleon) texanus is een insect uit de familie van de mierenleeuwen (Myrmeleontidae), die tot de orde netvleugeligen (Neuroptera) behoort. 
Myrmeleon (Myrmeleon) texanus is voor het eerst wetenschappelijk beschreven door Banks in 1900.